# Исполинские кенгуру
Исполи́нские кенгуру́, или кенгуру (лат. Macropus), — род сумчатых млекопитающих семейства кенгуровых. Представители этого рода распространены в Австралии, Новой Гвинее и близлежащих островах. Впервые они были описаны Джеймсом Куком, который в апреле 1770 года подошёл к северо-восточному берегу Австралии. 
В разных источниках даются разные трактовки состава таксона. Хотя традиционно к исполинским кенгуру относят 13 современных видов, в последнее время многие авторы, руководствуясь выводами молекулярно-генетических и краниологических исследований, помещают в род Macropus только два из них (гигантский кенгуру и западный серый кенгуру), а остальные виды выделяют в самостоятельные роды Notamacropus и Osphranter. 

## Происхождение названия
Слово «кенгуру» происходит от «kanguroo» или «gangurru» — названия этого животного на кууку-йимитирском языке аборигенов Австралии (язык пама-ньюнгской семьи), услышанного Джеймсом Куком от аборигенов во время его высадки на северо-восточном берегу Австралии в 1770 году.
Широко распространился миф, в соответствии с которым Джеймс Кук, прибыв в Австралию, обратился к одному из аборигенов с вопросом о названии увиденного им животного, однако тот, не понимая речи Кука, ответил ему на своём родном языке: «не понимаю». Как гласит миф, эту фразу, которая якобы звучит как «кенгуру», Кук и принял за название животного. Необоснованность этого мифа подтверждена современным лингвистическим исследованием.

## Особенности
1. Наличие сумчатых костей (особых косточек таза, которые развиты и у самок, и у самцов). Температура тела — 34—36.5 °C. У кенгуру есть сумка для вынашивания детенышей, она открывается вперед к голове, наподобие кармана передника.
2. Особое строение нижней челюсти, нижние концы которой загнуты внутрь. Клыки у них отсутствуют или недоразвиты, а коренные зубы с притупленными бугорками.
3. Кенгуру рождаются всего через несколько недель после зачатия, при этом кенгуру-мать садится в определённую позу, просунув хвост между ног, а детёныш (размером в этот момент меньше мизинца) переползает к ней в сумку с помощью передних конечностей (задние развиваются позже), находит там сосок и присасывается к нему, питаясь молоком.
4. Иммунная система новорождённого кенгурёнка не сформирована, поэтому молоко кенгуру обладает сильным антибактериальным действием.
5. Сумка у самцов кенгуру отсутствует и есть только у самок.
6. Кенгуру передвигаются длинными прыжками[10].

## Телосложение
У кенгуру мощные задние ноги, массивный хвост, узкие плечи, маленькие, похожие на человеческие руки, передние лапы, которыми кенгуру выкапывают клубни и корни. Кенгуру переносит всю тяжесть тела на хвост, и тогда обе задние ноги, освободившись, одним движением сверху вниз наносят страшные раны противнику. Отталкиваясь мощными задними ногами, они мчатся прыжками до 12 м в длину и до 3 м в высоту. Масса тела составляет до 80 кг.

## Классификация

### Традиционная
Традиционно в род включают следующие таксоны:
- Подрод Notamacropus
  - Прыткий валлаби (Macropus agilis), или проворный кенгуру
  - Чернополосый валлаби (Macropus dorsalis), или полосатый кенгуру
  - Филандер Евгении (Macropus eugenii), или кенгуру дама, или кенгуру Дерби, или тамнар
  - † Кенгуру Грея (Macropus greyi)
  - Перчаточный валлаби (Macropus irma)
  - Белогрудый филандер (Macropus parma)
  - Валлаби Парри (Macropus parryi)[2]
  - Рыже-серый валлаби (Macropus rufogriseus)
- Подрод Osphranter
  - Кенгуру-антилопа (Macropus antilopinus)
  - Кенгуру Бернарда (Macropus bernardus)
  - Горный кенгуру (Macropus robustus)
  - Большой рыжий кенгуру (Macropus rufus)
- Подрод Macropus
  - Западный серый кенгуру (Macropus fuliginosus)
  - Гигантский кенгуру (Macropus giganteus)
  - † Macropus ferragus
  - † Macropus mundjabus
  - † Macropus pan
  - † Macropus pearsoni
  - † Macropus titan (или Macropus giganteus titan)
- incertae sedis
  - † Macropus altus (или Macropus robustus altus)
  - † Macropus cooperi
  - † Macropus ferragus
  - † Macropus gouldi
  - † Macropus piltonensis
  - † Macropus rama
  - † Macropus siva
  - † Macropus stirtoni
  - † Macropus thor

Гигантских кенгуру три вида. Серые кенгуру, самые большие из всего семейства, могут достигать в длину до трех метров. Они любят жить в лесистых местностях, за что и получили своё другое название — лесные. Они самые дружелюбные и доверчивые из своих сородичей. 
Рыжие или степные, кенгуру слегка уступают своим серым сородичам в размерах, но коренные австралийцы любят рассказывать, что раньше встречались самцы длиной три с четвертью метра. Кроме того, рыжие кенгуру более грациозны. Это самый распространенный вид, они встречаются даже на окраинах больших городов, а в «кенгурином» боксе им нет равных.
Самые маленькие из исполинских кенгуру — горные или валлару. Они более массивны, и ноги у них покороче, чем у их родственников. Их существование было подтверждено только в 1832 году, так как эти кенгуру обитают в удалённых горных местах, а их численность невелика. Эти кенгуру очень плохо поддаются приручению.

### Разделение на самостоятельные роды
Филогенетический анализ с использованием ядерной ДНК, проведённый Meredith et al. (2009), восстановил традиционный род Macropus как парафилетический по отношению к валлаби (Wallabia), которых было предложено включить в состав этого рода в качестве подрода. Хотя анализ митохондриальной ДНК Phillips et al. (2013) сильно поддержал положение валлаби в качестве сестринского таксона исполинских кенгуру, анализы ретротранспозонов Dodt et al. (2017), геномных последовательностей Nilsson et al. (2018) и ядерных и митохондриальных ДНК всех современных и недавно вымерших видов Celik et al. (2019) дали результаты, аналогичные таковым у Meredith et al. (2009).  
Несмотря на поддержку парафилии традиционного Macropus, идея включения валлаби в этот род не получила распространения. Вместо этого зоологи Стивен Джексон и Колин Гровс в своём обзоре систематики австралийских млекопитающих 2015 года предложили разделить род Macropus на три: Macropus, Notamacropus и Osphranter. В результате традиционные подроды оказались повышенными до статуса родов, а в составе Macropus осталось только два современных вида и часть вымерших: 
- Западный серый кенгуру (Macropus fuliginosus)
- Гигантский кенгуру (Macropus giganteus)
- † Macropus ferragus
- † Macropus mundjabus
- † Macropus pan
- † Macropus titan (или Macropus giganteus titan)
- † Macropus pearsoni

Джексон и Гровс аргументировали разделение тем, что подроды по трактовке Meredith et al., 2009 разошлись, в соответствии с результатами анализа, примерно 8—9 млн лет назад (согласно Celik et al., 2019, ~6—5 млн лет назад), вскоре после того как Macropus sensu lato разошёлся с его ближайшими родственниками, заячьими кенгуру (Lagorchestes) и короткохвостыми кенгуру (Setonix). Единственным легко применимым способом объективного разграничения современных родов, согласно точке зрения Джексона и Гровса, является отсечение по времени возникновения, причём желательно, чтобы оно произошло 4—5 млн лет назад. Celik et al. (2019) также отметили, что между традиционными подродами Macropus слишком много краниологических различий, достаточных для того, чтобы считать их самостоятельными родами. По состоянию на март 2021 года, МСОП не признаёт разделение Macropus. В то же время ABRS, NCBI и ASM Mammal Diversity Database поддерживают инициативу разделения.

## В геральдике
Герб Австралии представляет собой щит, поддерживаемый кенгуру и эму (животными, которые обитают только в этой стране).